# Plebicula karatschaica
Plebicula karatschaica är en fjärilsart som beskrevs av Obraztsov 1936. Plebicula karatschaica ingår i släktet Plebicula och familjen juvelvingar. Inga underarter finns listade i Catalogue of Life.